# Tillandsia globosa
Tillandsia globosa es una especie de planta epífita dentro del género  Tillandsia, perteneciente a la  familia de las bromeliáceas.  Es originaria de Brasil y Venezuela.

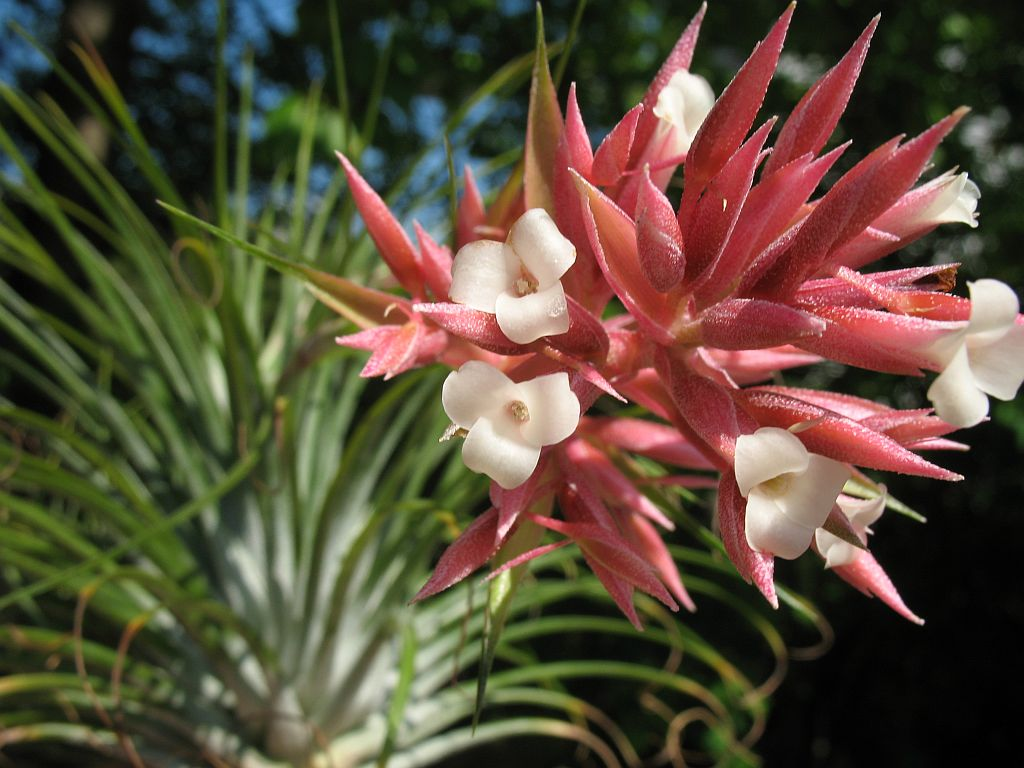
Flor

## Taxonomía
Tillandsia globosa fue descrita por Heinrich Wawra von Fernsee y publicado en Oesterreichische Botanische Zeitschrift 30: 222. 1880.
Etimología
Tillandsia: nombre genérico que fue nombrado por Carlos Linneo en 1738 en honor al médico y botánico finlandés Dr. Elias Tillandz (originalmente Tillander) (1640-1693).
globosa: epíteto latíno que significa "con forma de globo"
Sinonimia
- Anoplophytum undosum E.Morren ex Baker
- Tillandsia globosa var. alba E.Pereira
- Tillandsia globosa var. crinifolia Wawra
- Tillandsia globosa var. globosa[3][4]